# ۵۹۵ (خورشیدی)
۵۹۵ پانصد و نود و پنجمین سال هجری خورشیدی است.